# クリュシッポス

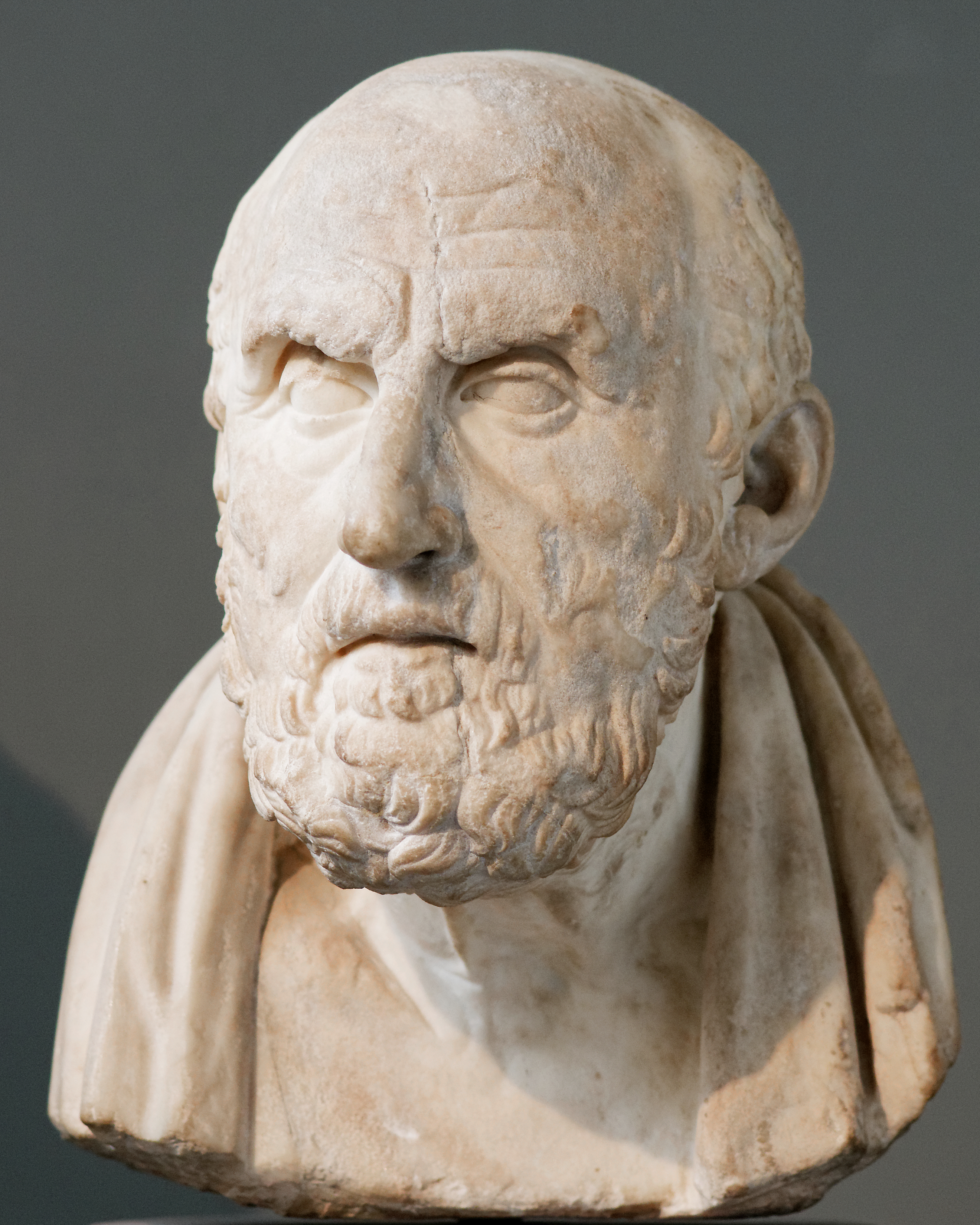
ヘレニズム時代のクリュシッポスの胸像のローマ時代の複製。大英博物館

ソロイのクリュシッポス（クリューシッポス, ギリシャ語：Χρύσιππος ὁ Σολεύς, Chrysippus of Soli, 紀元前280年頃 - 紀元前207年頃）は古代ギリシアの哲学者。クレアンテスの弟子で、その跡を継いでストア派の学頭となった。ストア主義第二の創設者と言われるように、クリュシッポスはストア主義をギリシア・ローマ世界の有力な哲学の1つにした。

## 生涯

### 哲学者として
クリュシッポスの幼児期については、タルソス近郊で育ったという情報以外はあまり知られていない。おそらく、そこで哲学の教えに接したと考えられている。相当な遺産があったが法的にそれを失った後、哲学を学ぶためアテナイに移った。それからクリュシッポスは、ストア派の創始者であるキティオンのゼノンに魅了され、クレアンテスの弟子となった。
クリュシッポスは大の討論好きで、弟子たちから引き出した批評のどちら側にも立って議論した。また、1日に500行書かない日は滅多になかったと言われ、700作を越える著書を書いたが、現存しているのは、キケロ、セネカ、ガレノスなどの後世の著作の中に引用された、ごくわずかの断片だけである。

### 最期

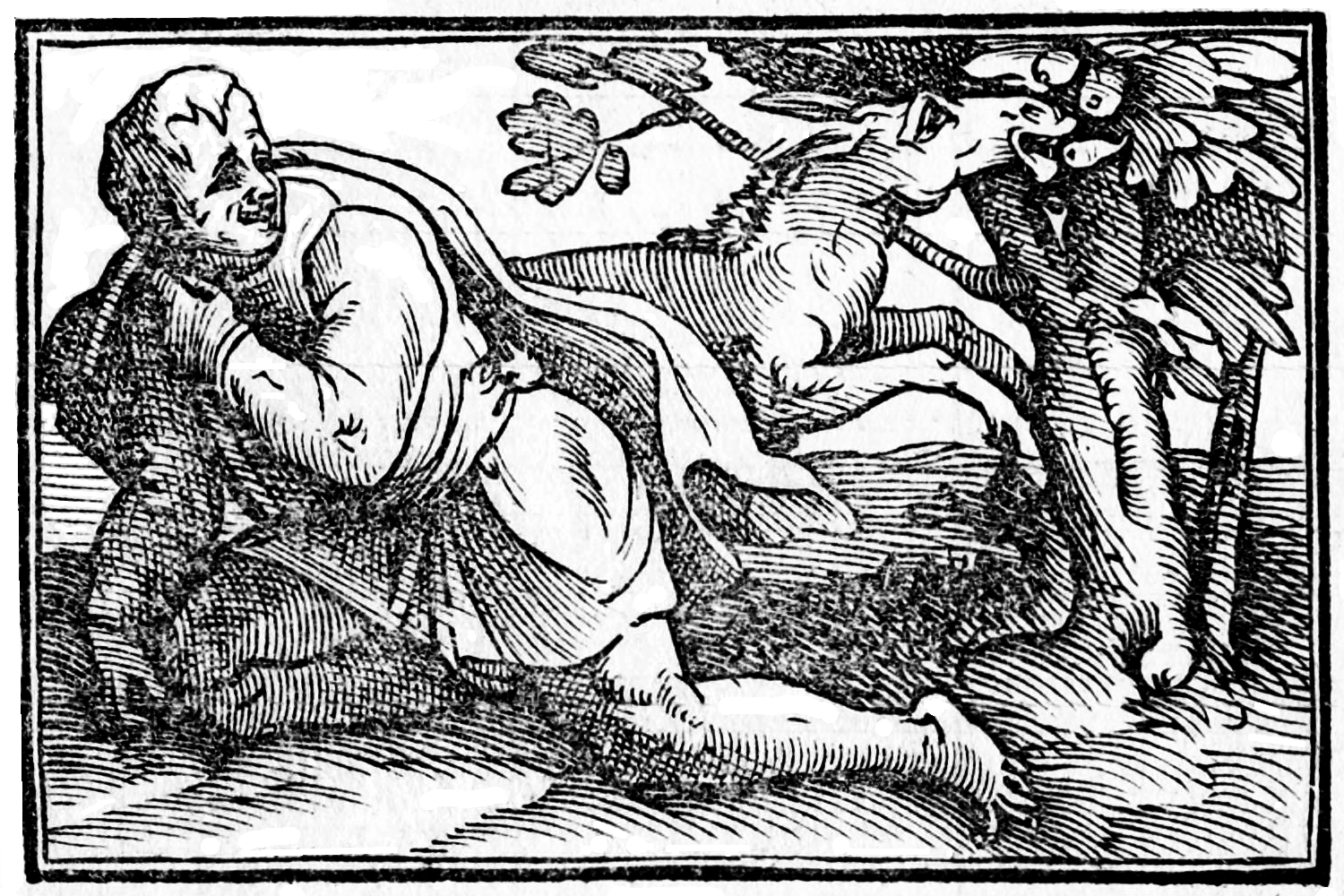
クリュシッポスの最期（笑い死んだという説に基づく）。1606年の版画。

クリュシッポスは、その最期のエピソードでも広く知られている。ある日、ロバが自分のイチジクを食べてしまったのを見たクリュシッポスは、「このロバにぶどう酒を与えてくれ。イチジクを飲み込んでしまえるようにな」と冗談を言った。その後、自らのジョークに笑いすぎて発作を起こし、そのまま命を落としたと言われている（いわゆる笑い死に）。
なお、ディオゲネス・ラエルティオス『ギリシア哲学者列伝』では、別の説も伝えられている。それによれば、クリュシッポスは宴席でストレートのぶどう酒を飲んだ際にめまいを覚え、数日後に亡くなったという。このため、上記のエピソードの真偽については確証が得られていない。

## 哲学

### 背景
クリュシッポスのイデオロギーのほとんどは、ゼノン、アルケシラオス、キオスのアリストン（en:Aristo of Chios）の教えから形成されたものである。後にはクレアンテスの教えに染まったが、いろいろな点で不満なところがあり、それは変更することにした。

### 徳
クリュシッポスは、徳が魂の本質で、徳・魂・肉体は密接に関連していると考えて、健全な状態では、その3つすべてが共存するために、調和が必要だと教えた。さらに、高貴さは獲得されるべきものだと主張し、生まれからもたらされる個々の地位・遺産を否定した。我々は同じ神的起源の産物であり、高貴さは徳の実証を通して得られうるものだと説明した。クリュシッポスは個人個人は、社会秩序の公正な安定を維持するために、社会に対する奉仕と親切の段階に到達する努力を熱心にするべきだという立場を取った。クリュシッポスにとって、特定の個人に向けられるのは、英雄崇拝・讃美ではなく、フマニタス（humanitas。同情、推論、知能）が遙かに重要なものだった。人間は動物と区別されなければならないが、それは、人間であることを定義する特徴、つまり、節制・知識・勇気・正直を申し分のないものにすることによってなされる、とストア派は説いた。

### ロゴスとプネウマ
ストア哲学の原理は、世界は秩序（Cosmos, κόσμος）だということである。それからクリュシッポスは次のような結論を導いた。
- ロゴス（世界の道理）は、自然と社会によって形作られる。
- プネウマは、秩序の中で個々の成長・創造運動を導く持続要素である。
- この「運動」は、トノス（緊張）の入/切活動によって作られる。

これは、クリュシッポスが論理、とくに命題論理の問題に関する著作で大きな部分を捧げたものだと言われている。

### 運命
多くのストア派哲学者は現代の運命論の定義に同意しないに違いないが、クリュシッポスはいくらかはその立場、つまり、万事は運命によって起こるという立場を取っていた。過去は変えられない。起こる可能性があるものは必ずしも起こるわけではないが、起こりうる。同様に、起こる運命のものはすべて、現実的な秩序（たとえば収穫前に起こらねばならない種蒔き）の中で起こる。クリュシッポスはさらに悪の必要性を説いた。悪はそれに対応するもの、つまり善と相互依存の関係にあり、悪は善の結果なのである。「不公正がなければ公正もありえない。臆病がなければ勇気もない。嘘がなければ真実もない」。